# The Light (film 1919)
The Light è un film del 1919 diretto da J. Gordon Edwards e interpretato da Theda Bara, nel ruolo di una femme fatale che si riscatta per amore. Ambientato a Parigi, il film - che si ritiene perduto - venne girato in parte a New Orleans.

## Trama
Blanchette Dumonde ha la nomea di donna più malvagia di Parigi perché, invece di partecipare allo sforzo bellico, preferisce divertirsi insieme a Chabin, il suo ricco amante. Lo scultore Etienne Desechette, però, vede dentro di lei la sua vera anima, quella di una donna diversa, e le chiede di posare per lui. Pur se Chabin rifiuta rabbiosamente, Blanchette - mossa dalle parole di Etienne - cerca di diventare infermiera, ma è rifiutata dall'ente ospedaliero. Furiosa, si reca insieme all'amante in un locale frequentato dagli apache. Lì, flirta con Auchat, il più rude dei ballerini. La polizia fa un'irruzione e lei, allora, porta con sé Auchat, dandogli rifugio a casa sua. Chabin li sorprende e lotta con il rivale.
Intanto Etienne è tornato dal fronte, ferito. L'uomo, in battaglia, ha perso la vista. Blanchette si prende cura di lui e lo porta a vivere in un casolare di campagna dove l'artista, anche se cieco, torna a scolpire: la donna diventa la sua modella e lui ricrea nella creta l'immagine di Blanchette attraverso il tatto. Auchat, geloso, li trova e tenta di uccidere Etienne, ma è lui a restare ucciso da Blanchette che difende lo scultore inerme. Chabin, sopraggiunto nella casa, vede la felicità dell'amante e, allora, decide di rinunciare a lei. All'arrivo della polizia, dichiara di essere stato lui a uccidere Auchat, penetrato nella casa in un tentativo di rapina.

## Produzione
Il film fu prodotto dalla Fox Film Corporation e venne girato a New Orleans, in Louisiana.

## Distribuzione
Il copyright del film, richiesto da William Fox, fu registrato il 12 gennaio 1919 con il numero LP13280. Gli atti del copyright riportano Luther Reed come uno degli autori, mentre il materiale per la stampa accredita come autore Arthur Reed.
Distribuito dalla Fox Film Corporation, il film uscì nelle sale cinematografiche USA il 12 gennaio 1919.
Non si conoscono copie ancora esistenti della pellicola che viene considerata presumibilmente perduta.